# Wilmington CDP (Nuevas York)
Wilmington es un lugar designado por el censo ubicado en el condado de Essex en el estado estadounidense de Nueva York. En el Censo de 2020 tenía una población de 843 habitantes y una densidad poblacional de 39,03 habitantes por km². Fue incluido como CDP en el censo de 2010.

## Geografía
Wilmington se encuentra ubicado en las coordenadas 44°23′19″N 73°48′55″O / 44.38861, -73.81528. Según la Oficina del Censo de los Estados Unidos,  tiene una superficie total de 21,60 km², de la cual 21,33 km² corresponden a tierra firme y 0,27 km² a agua.